# Tadeusz Rumanstorfer
Tadeusz Rumanstorfer (ur. 9 maja 1901 we Lwowie, zm. 1989 w Katowicach) – polski urzędnik, prezes Wyższego Urzędu Górniczego w Katowicach.

## Wykształcenie
Gimnazjum klasyczne ukończył w Krakowie w roku 1919. Następnie rozpoczął studia na Wydziale Filozofii (kierunek matematyczno-przyrodniczy) Uniwersytetu Jagiellońskiego oraz na Wydziale Górniczym Akademii Górniczej w Krakowie, którą ukończył w 1929 roku. Pracę dyplomową na Akademii Górniczej obronił w 1937 roku.

## Życiorys
W 1929 roku podjął pracę w kopalni „Jowisz” w Wojkowicach. W styczniu 1945 roku, po ucieczce Niemców, zabezpieczał urządzenia tej kopalni i uruchomił w niej wydobycie. Został również jej dyrektorem, kierując jednocześnie pracą kopalni „Saturn” (później „Czerwona Gwardia”) w Czeladzi.
W 1946 roku otrzymał nominację na dyrektora kopalni „Sosnowiec”, skąd w roku 1947 przeszedł do Centralnego Zarządu Przemysłu Węglowego w Katowicach. 1 sierpnia 1948 roku stanął na czele Wyższego Urzędu Górniczego w Katowicach i był jego prezesem do 15 czerwca 1955 roku.
W czasie gdy sprawował tę funkcję, przeprowadzono reorganizację instytucji nadzoru górniczego. W 1951 roku spełniony został postulat ich centralizacji – odtąd istniał już tylko Wyższy Urząd Górniczy w Katowicach, a w Krakowie funkcjonowała Delegatura WUG.
Przez wiele lat prowadził także działalność naukową i dydaktyczną. M.in. w latach 1948–1969 prowadził wykłady, ćwiczenia oraz był promotorem prac dyplomowych na Wydziale Górnictwa Politechniki Śląskiej w Gliwicach
Z Wyższego Urzędu Górniczego przeszedł do pracy w Głównym Instytucie Górnictwa. W 1971 roku przeszedł na emeryturę.
Zmarł w 1989 roku w Katowicach.

## Odznaczenia i wyróżnienia
- Srebrny Krzyż Zasługi (1945)[5]
- Złoty Krzyż Zasługi (1948)[6]
- Krzyż Oficerski Orderu Odrodzenia Polski (1954)[7]
- Medal 10-lecia Polski Ludowej (1954)[8]

W 1989 roku, przy okazji obchodów 70-lecia AGH, został uhonorowany tytułem doktora honoris causa Akademii Górniczo-Hutniczej „za zasługi dla poprawy bezpieczeństwa pracy w górnictwie oraz za rozwój współpracy naszej Uczelni z przemysłem”.